# Itt van a gumimachi
Itt van a gumimachi (lett. "sono un orsetto gommoso" in ungherese), meglio conosciuta con il titolo inglese I'm a Gummy Bear, è un singolo del personaggio virtuale Gummibär del 2006.

## Composizione
Itt van a gumimachi venne composta e cantata dal tedesco Christian A. Schneider, la mente dietro il progetto Gummibär (in ungherese Gumimaci). Si tratta di una novelty dance e pop con influenze polka che parla di un orsetto gommoso. La canzone è caratterizzata da un testo e melodie ripetitivi e orecchiabili. Itt van a gumimachi venne ricantata in decine di lingue diverse. Oltre a quella in inglese (I'm a Gummy Bear, anche nota come I Am Your Gummy Bear e The Gummy Bear Song) ne esistono delle versioni in tedesco (Ich bin dein Gummiybear), francese (Je m'appelle Funny Bear), spagnolo (Yo soy tu gominola), italiano (Io sono Gummy Bear) e molte altre. 

## Pubblicazione
Itt van a gumimachi uscì originariamente nel 2006, in Ungheria, su singolo e il primo omonimo album. In seguito venne riedita in altre lingue. Tutte le versioni della traccia sono raccolte in The Gummy Bear Song Around the World (2018).

## Video musicale
Nel video musicale della canzone si vede un orsetto verde e sorridente, realizzato in CGI, che balla in diversi luoghi. I filmati ufficiali divennero virali e hanno generato oltre un miliardo di visualizzazione su YouTube.

## Accoglienza
Nelle sue molte versioni, Itt van a gumimachi è entrata nella classifiche di molti paesi. Nel 2007 la canzone raggiunse le posizioni numero 12, 8 e 11 delle classifiche australiana, francese e svedese.